# 韦恩·鲁迪格
韦恩·鲁迪格（英語：Wayne Ruediger，1976年8月15日—），澳大利亚男子草地滚球运动员。他曾代表澳大利亚参加2014年英联邦运动会草地滚球比赛，获得男子四人铜牌。